# Farlage

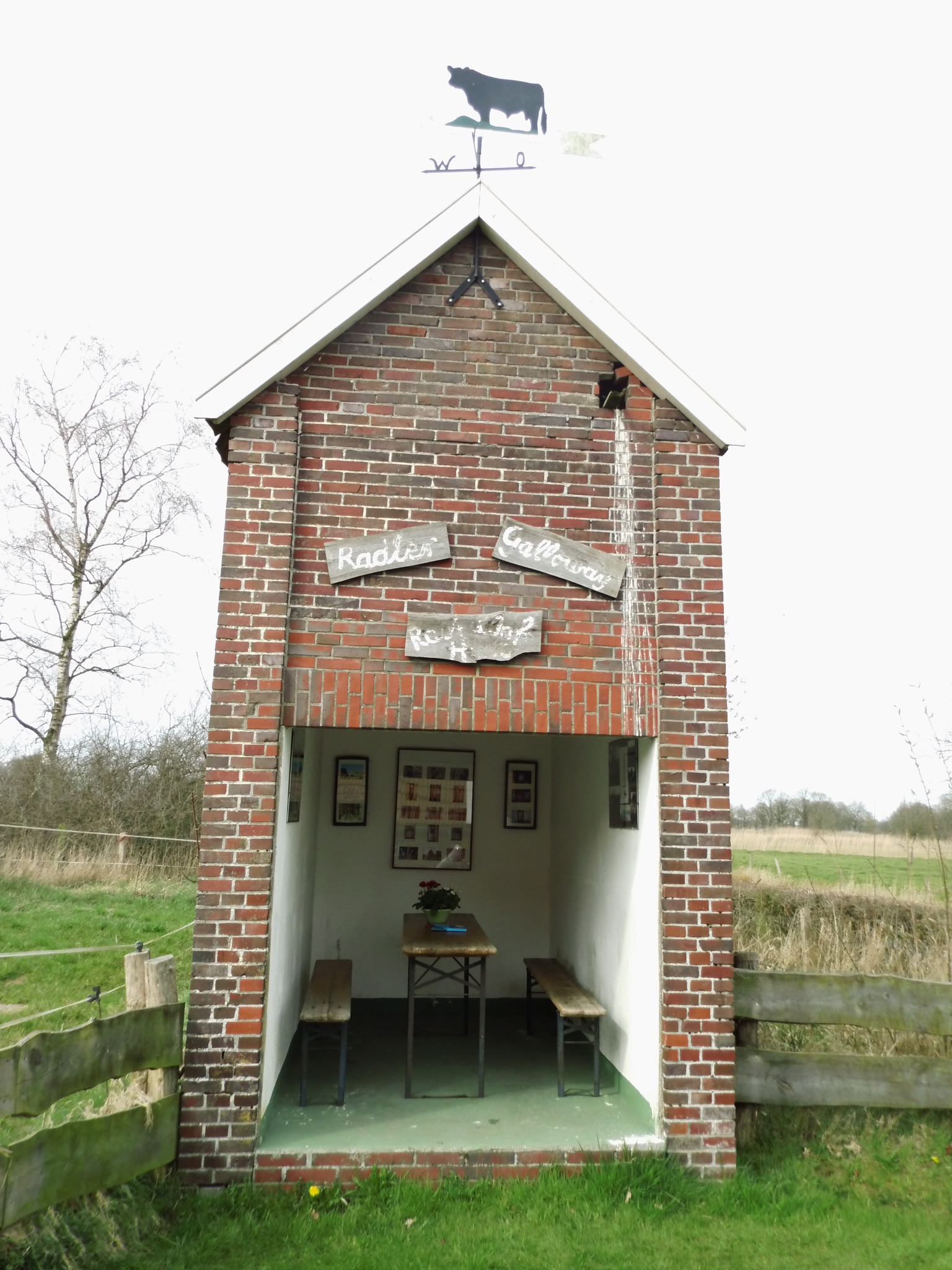
Farlage: „Rasthaus“ für Wanderer und Radfahrer

Farlage ist ein Wohnplatz in Hovel, einem Ortsteil der ostfriesischen Kreisstadt Wittmund.

## Name
Der  Ortsname Farlage ist relativ spät dokumentiert. Die Zeitschrift Quellen und Forschungen zur ostfriesischen Familien- und Wappenkunde belegt ihn erstmalig für 1602 („Farlager Erben“). Das Niedersächsische Staatsarchiv (Abteilung Aurich) verwahrt eine sogenannte Schatzung von 1645, in der auch der Wohnplatz Farlage Erwähnung findet. Nach Arend Remmers ist es durchaus möglich, dass es sich bei Farlage um eine erheblich ältere Geländebezeichnung (= -lage) handelt, die mit dem englischen Siedlungsnamen Farleigh verwandt ist und so viel wie „von Farn (= Far-) bewachsene freie Fläche (= -lage)“ bedeutet.

## Geschichte
Farlage liegt in einem seit der Bronzezeit besiedelten Gebiet, das vom Fernweg Oldenburg–Ostfriesland durchzogen wurde. Nach einem Abzweig, der über Rispel und Nobiskrug in die Region um Jever führte, verlief er in nordwestlicher Richtung an der mittelalterlichen Steinsetzung Oll Gries vorbei über Rispelerhelmt, Kirmeer und Farlage nach Ardorf. Dort verzweigte er sich in mehrere Wege, die unter anderem nach Esens, Aurich und Wittmund führten.
Im Mittelalter gehörte das Farlager Gebiet mit Hovel und Leerhafe nicht zum Herrschaftsbereich der ostfriesischen Adelsfamilie der Kankena, sondern zur Vogtei Reepsholt im Amt Friedeburg. Erst während der napoleonischen Besatzungszeit (1807–1813) wurden sowohl Hovel als auch Leerhafe ein Teil des Amtes Wittmund und gehörten ab 1885 zum Landkreis Wittmund. Innerhalb des Landkreises bildeten im weiteren Verlauf des 19. Jahrhunderts das Dorf Hovel und seine Ortsteile gemeinsam mit den Bauernschaften Leerhafe und Rispel bei Beibehaltung der jeweiligen kommunalen Selbständigkeit einen Gemeindeverband. Wegen verschiedener Streitigkeiten verließen Hovel und die Ortsteile Mammhusen, Uthörn, Farlage, Schnapp, Till, Carmsland, Kloster und Kloster Neuenhaus den Verband 1901 als Gemeinde Hovel. Das Standesamt und der Armenverband verblieben allerdings in Leerhafe.
Im Mai 1769 beantragten die Eltern der Ortschaften Farlage, Hovel, Mammhusen, Uthörn, Müggenkrug und Schnapp die Errichtung einer Nebenschule für ihre jüngeren Kinder. Ihnen sollte damit der weite Weg nach Leerhafe erspart bleiben. Erst ab dem Alter von zehn Jahren sollten sie die Leerhafer Volksschule besuchen. Dem Antrag wurde stattgeben. Die Einnahmen waren jedoch so gering, dass nach einer kurzen Zeit der angestellte Schulmeister nicht mehr besoldet werden konnte. Allerdings entstand um 1775 in Hovel eine von Leerhafe unabhängige Schulgemeinde, die für Hovel und seine Ortschaften ein eigenes Volksschulgebäude errichtete. Die Hoveler Schule existierte bis 1974.
Im Jahre 1875 wurde die Justiz auf den kleinen Ort Farlage aufmerksam. Das Bundesamt für das Heimatwesen, das damals oberste Verwaltungsgericht im Deutschen Reich mit Sitz in Berlin, hatte in einem Rechtsstreit über die Zuständigkeit der Armenversorgung eines unehelichen Kindes zwischen zwei Ortsarmenverbänden, den Vorläufern heutiger Sozialämter, zu entscheiden. Ein Ziegeleiarbeiter aus Oerlinghausen im Fürstentum Lippe hatte die alleinerziehende Mutter eines fast zweijährigen Mädchens aus Farlage geheiratet. Zwei Jahre später starb die Kindesmutter und der Stiefvater verweigerte dem nunmehr vierjährigen Kind jeden Unterhalt, sodass der für Farlage zuständige Ortsarmenverband für die Unterstützung des Kindes sorgte. Später verlangte der genannte Ortsarmenverband die Erstattung der Versorgungskosten vom Ortsarmenverband Oerlinghausen, der vom Bundesamt für das Heimatwesen mit Spruch vom 27. Februar 1875 zur Kostenerstattung verurteilt wurde, weil das Kind nämlich dem Heimatwohnsitz der Mutter folgt, die ihrerseits dem Heimatwohnsitz ihres Ehemannes nach Oerlinghausen gefolgt ist. Hieran vermochte es auch nichts zu ändern, dass der aus dem Fürstentum Lippe stammende Stiefvater für seine Eheschließung mit der aus Farlage stammenden Kindesmutter keine behördliche Einwilligung eingeholt hatte, weil die polizeilichen Beschränkungen der Eheschließung durch eine Gesetzesreform im Jahre 1868 bereits kurz vor der Eheschließung aufgehoben worden waren.

## Lage und Verkehrsanbindung
Farlage liegt 2,4 Kilometer westlich des Hoveler Ortskerns an den Straßen Hoveler Straße (K 27) und Mammhuser Weg. Außerhalb der Schulferien verbindet die Buslinie 341 Farlage mit Wittmund. Sie führt über Hovel, Leerhafe und Isums nach Wittmund. Dort befindet sich auch den nächste Bahnhof, der an der NordWestBahnstrecke Sande–Esens liegt.

## Religion
Das für die evangelisch-lutherischen Christen Farlages zuständige Gotteshaus, die Cäcilien- und Margarethenkirche, befindet sich in Leerhafe. Mitglieder der römisch-katholischen Kirche werden geistlich durch die Pfarreiengemeinschaft Neuauwiewitt (Neustadtgödens – Aurich – Wiesmoor – Wittmund) betreut. Der für Farlage nächstgelegene katholische Gottesdienstort ist die Wittmunder St. Bonifatius-Kirche an der Bismarckstraße 5. Baptisten finden ihr „Bethaus“ in Jever, Elisabethufer 1.

## Tourismus
In Farlage befindet sich am Mammhuser Weg 14 ein privates Uhren-Museum, in dem Stand-, Wand-,- und Tischuhren vom 17. bis zum 21. Jahrhundert gezeigt werden.